# Ophiorrhiza umbricola
Ophiorrhiza umbricola är en måreväxtart som beskrevs av William Wright Smith. Ophiorrhiza umbricola ingår i släktet Ophiorrhiza och familjen måreväxter. Inga underarter finns listade i Catalogue of Life.